# باتريك هاغان
باتريك هاغان (بالإنجليزية: Patrick Hagan)‏ هو لاعب كرة قدم ومدرب كرة قدم جنوب أفريقي، ولد في 1870 في إدنبرة في المملكة المتحدة، وتوفي في 14 يوليو 1916 في سوم في فرنسا. لعب مع نادي برينتفورد ونادي لينفيلد ونادي هيبرنيان.